# Malaiische Schlitznase

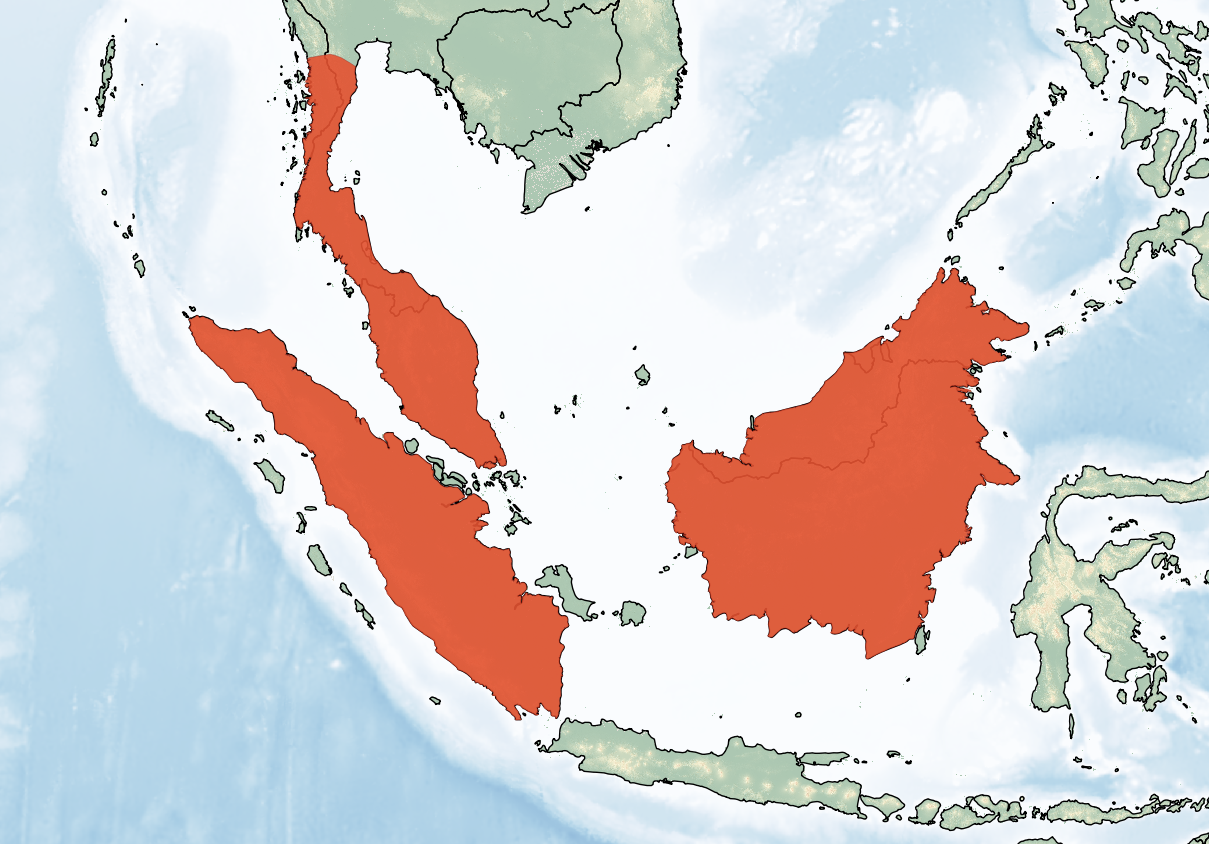
Verbreitungsgebiet der Malaiischen Schlitznase

Die Malaiische Schlitznase (Nycteris tragata) ist eine Fledermaus in der Familie der Schlitznasen, die in Südostasien verbreitet ist. Sie bildet zusammen mit der Java-Schlitznase (Nycteris javanica) eine Artgruppe innerhalb der Gattung Nycteris.

## Merkmale
Erwachsene Exemplare erreichen eine Kopf-Rumpf-Länge von 68 bis 73 mm, eine Schwanzlänge von 70 bis 78 mm und ein Gewicht von 13 bis 22 g. Die Unterarme sind 46 bis 55 mm lang, die Länge der Hinterfüße beträgt etwa 10 mm und die Ohren sind 31 bis 33 mm lang. Wie bei anderen Familienmitgliedern besteht das Nasenblatt aus Hautlappen mit Schlitz im Zentrum. Auf dem Nasenblatt und auf den Ohren kommen helle Flecken vor. Der vollständig in die Schwanzflughaut eingebettete Schwanz ist wie ein T geformt. Das lange Fell hat oberseits eine rotbraune bis graubraune Farbe, während die Unterseite leicht heller ist. Die großen abgerundeten Ohren sind voneinander separiert und nicht mit einem Hautstreifen verbunden.

## Verbreitung und Lebensweise
Das Verbreitungsgebiet reicht vom südöstlichen Myanmar über die gesamte Malaiische Halbinsel, über Borneo bis nach Sumatra. Die Malaiische Schlitznase lebt in Wäldern mit Flügelfruchtgewächsen, in Sümpfen sowie in Wäldern mit Kalksteinfelsen.
Die Tagesverstecke befinden sich in Baumhöhlen, in kleineren Höhlen, in Felsspalten und in Straßendurchlässen. Die Exemplare bilden kleine Gruppen mit 2 bis 5 Mitgliedern. Ihre Rufe zur Echoortung bestehen aus einer Melodie, die bei durchschnittlich 84 kHz ihre stärkste Intensität erreicht. Zur Nahrung gibt es neben den Informationen zur gesamten Gattung keine weiteren Angaben. Trächtige Weibchen und Weibchen mit aktiven Milchdrüsen sind von allen Jahreszeiten bekannt. Ein Wurf besteht aus einem Neugeborenen.

## Gefährdung
Die Abnahme der Waldfläche durch Etablierung von Ackerflächen, Forstwirtschaft und Brände stellt die größte Bedrohung dar. Die IUCN befürchtet, dass die Gesamtpopulation in den 15 Jahren ab 2018 mit 25 bis 30 Prozent abnimmt. Sie listet die Art in der Vorwarnliste (near threatened).